# Traetto (insediamento musulmano)
Traetto o Traietto è il nome d'una località sita presso la foce del fiume Garigliano, attiva come colonia militare musulmana fra IX e X secolo.

## Descrizione
Sembra che il nome derivasse dalla città omonima, distrutta dai saraceni nell'883, posta sulla collina che sovrastava l'insediamento, che a sua volta prendeva probabilmente nome dalla vicina scafa che univa le due sponde del Garigliano (cfr. traghetto).
Nell'883, un gruppo di musulmani, provenienti per lo più dalla Sicilia (già in parte sotto loro controllo fin dall'827), ma anche dal Nordafrica, si stabilì nella piana del Garigliano, costruendosi abitazioni e persino una moschea:
(Amari, II, p. 191)
Lo storico siciliano proseguiva ricordando che, a prolungare la vita della colonia militare islamica, stavano i "confederati" di Gaeta e «un po' più lungi la repubblica di Napoli, che si facea rispettare, ma in fondo era amica».
Le complicità cristiane sono la causa della relativamente lunga sopravvivenza di quella che, a primo acchito, era una colonia di ghazi. Secondo Amari tali musulmani svolgevano politica del tutto autonoma dagli Aghlabidi e poi dai Fatimidi, offrendosi come truppe mercenarie ai vari giochi politici di signori campani e longobardi, influenzando finanche la politica dello Stato della Chiesa.
Nel 903 un tentativo di eliminare tale colonia musulmana fallì miseramente, come pure nel 908, quando Atenolfo I principe di Capua (887 - 910) effettuò un nuovo tentativo dopo aver ottenuto l'alleanza di Napoletani e Amalfitani. 
Da Traetto i musulmani si mossero in armi in tutte le contrade vicine, spingendosi fino all'Adriatico sotto la guida di un non meglio identificato Alliku, venendo però sconfitti da Landolfo I di Benevento, figlio di Atenolfo I, a Siponto e a Canosa.
Ciò non impedì loro nuove e distruttive incursioni a «Venosa, Frigento, Taurasi, Avellino e al contado di Benevento», per poi puntare su Farfa, Nepi, Orte e Narni, «nelle quali [si] stanziarono».
La presenza dei musulmani nel contado di Roma fu talmente pregnante, che Liutprando definì l'area come fosse addirittura divisa a metà fra i Romani e i musulmani.
Nel 910 papa Giovanni X e Landolfo I si mossero per organizzare una lega cristiana per liberare i territori dell'Italia centro-meridionale dai musulmani di Traetto, convincendo a unirsi a loro Zoe, quarta moglie e vedova dell'Imperatore bizantino Leone VI, oltre ad Alberico I di Spoleto, marchese di Camerino (889-924), e a Berengario, marchese del Friuli e re d'Italia.
Le truppe così radunate marciarono nel 915 contro Traetto, rafforzate da Pugliesi e Calabresi, forti della competenza militare dello stratega bizantino Niccolò Picingli - sostenuto da una flotta inviata dall'imperatore bizantino Costantino VII - che per parte sua aveva convinto il principe di Salerno e i duchi di Napoli e Gaeta a partecipare all'impresa.

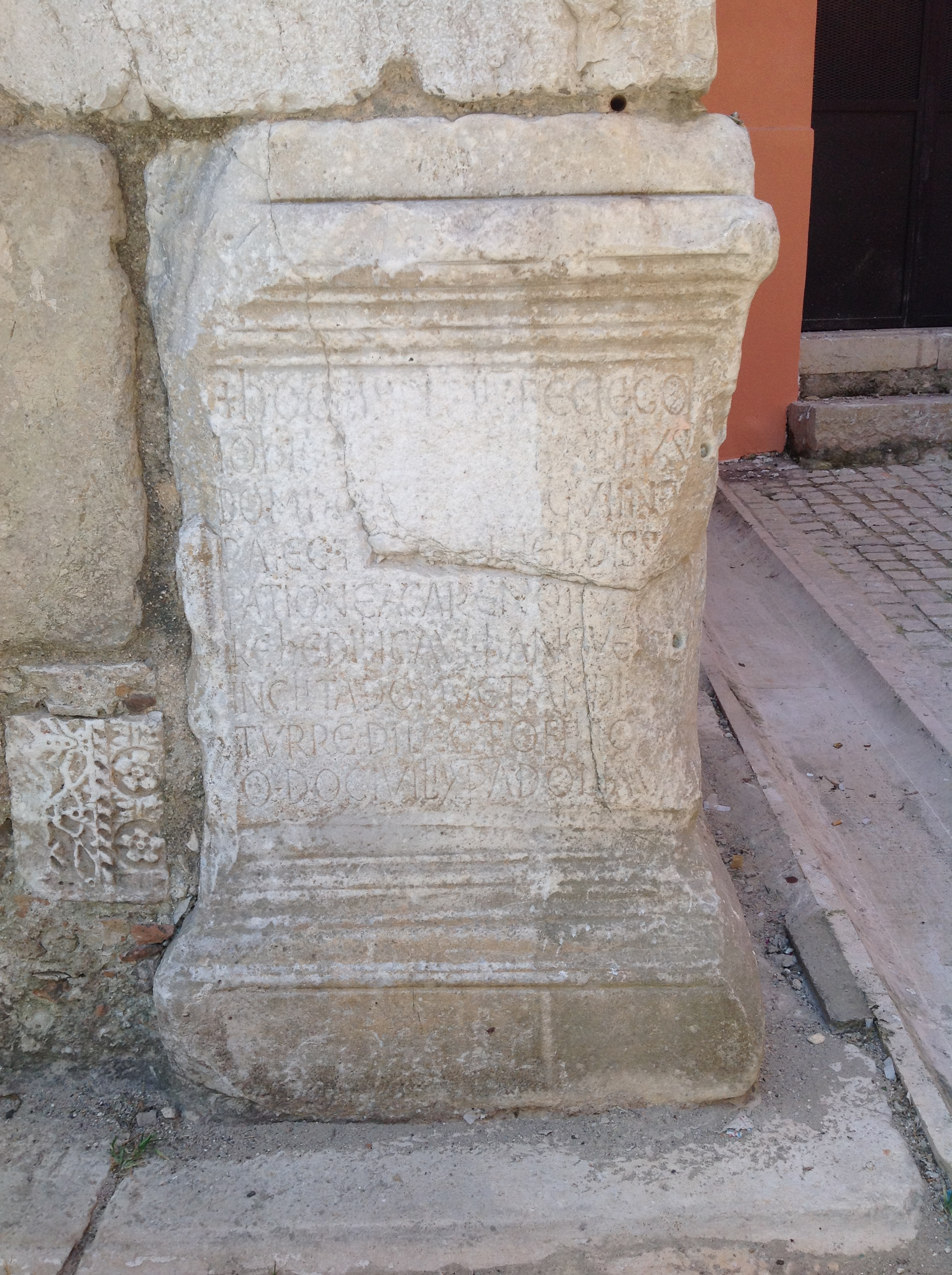
Cippo del X secolo, murato alla base del campanile del duomo di Gaeta, che ricorda la sconfitta dei musulmani di Traetto

Al termine di tre mesi di assedio e della battaglia del Garigliano, i musulmani capitolarono, causando essi stessi la distruzione per incendio della colonia nell'agosto del 915.

## Localizzazione
Il luogo preciso dell'ubicazione dell'insediamento saraceno del Garigliano non è definibile con certezza, e nel tempo sono state proposte diverse ipotesi circa la sua posizione:
- sulla collina dove oggi sorge il centro abitato di Minturno (chiamato Traetto fino al 1879) o su uno dei rilievi nelle sue immediate vicinanze;
- nel sito dell'antica città romana di Minturnae;
- sul promontorio di Monte d'Argento, presso Marina di Minturno;
- presso la località Vattaglia (all'interno del territorio comunale di Santi Cosma e Damiano);
- presso Suio, frazione del comune di Castelforte.[4]